# Primo amore (film 1978)
Primo amore è un film italiano del 1978 diretto da Dino Risi.

## Trama
Ugo Cremonesi in arte Picchio è un ex comico di avanspettacolo in là con gli anni, che momentaneamente soggiorna in un ospizio per artisti in attesa di ricevere un assegno con una cospicua somma di denaro. Qui si invaghisce della giovane e bella Renata che vi lavora come cameriera. Quando finalmente Picchio riceve gli arretrati della pensione, decide di scappare via con la ragazza, promettendole di lanciarla nel mondo della rivista.
I due arrivano a Roma, si stabiliscono in un lussuoso hotel e Picchio si mette in contatto con un impresario di sua conoscenza, che però gli spiega senza troppi complimenti che l'avanspettacolo è morto ormai da tempo. Picchio si rende conto che la sua epoca è finita ed anche tutto il mondo che gli girava intorno e che lo teneva ancora vivo; molti dei suoi ex colleghi o sono morti o sono troppo vecchi per lavorare.
A Roma incontra dopo molti anni suo figlio, un pittore fallito, impegnato in una relazione con una compagna che lo disprezza apertamente. Ben presto anche Renata lo abbandona per un impresario di una tv privata, TV Settecolli. Picchio torna mestamente ad aspettare la morte nel suo ospizio per artisti.

## Curiosità
In una scena, Ugo Tognazzi (con il personaggio di Picchio, attore di avanspettacolo) fa l'imitazione di Totò. Nella realtà ha lavorato con lui in due film circa venti anni prima:
Totò nella luna e Sua Eccellenza si fermò a mangiare, rendendo così omaggio al Principe in quel periodo di collaborazione.
Il personaggio di Lucy, interpretato da Caterina Boratto, rievoca in alcuni aspetti la cantante Wanda Osiris: il passato nel genere della rivista, il ruolo di prima donna (quella che infatti chiude il primo atto), l'elemento scenico della scalinata, i costumi sfarzosi, il turbante portato anche fuori dalle scene, i capelli color biondo platino, le arie da diva, la canzone Un bacio a mezzanotte...
Il titolo francese del film è Dernier amour, cioè "Ultimo amore".

## Distribuzione
Prodotto dalla Dean Film, il film fu presentato al Montréal World Film Festival nell'agosto 1978. Venne distribuito nelle sale cinematografiche italiane dalla United Artists Europa nel settembre 1978.